# Society Magazin
Das Society Magazin ist ein österreichisches Magazin, das seinen Schwerpunkt auf Diplomatie, Kultur, Wirtschaft, Gesellschaft und Eigenevents im internationalen Bereich mit Österreichbezug legt. Es erscheint vierteljährlich und hat seinen Sitz in  Penzing (Wien). Die Gründerin des Magazins, das seit 1992 besteht, ist Gertrud Tauchhammer.

## Geschichte
Die Zeitschrift Society besteht in ihrer heutigen Form seit 1992. Sie ist ein Fusionsprodukt aus dem UNO-Magazin, das 1945 von einem Komitee unter der Leitung des  österreichischen Bundespräsidenten Karl Renner gegründet wurde, und dem 1992 von  Gertrud Tauchhammer gegründeten Magazin Society. Das UNO-Magazin wurde aus Mitteln des österreichischen Außenministeriums finanziert und gehörte der „Österreichischen Liga für die Vereinten Nationen“, der nunmehrigen „Österreichischen Gesellschaft für Außenpolitik und die Vereinten Nationen“. Die Zeitschrift nannte sich fortan UNO & Society. 1999 wurde der Name des Magazins auf Society gekürzt. 

## Inhalt
Society beschäftigt sich  mit der Gesellschaft. Berichtet wird über aktuelles Geschehen in Politik, Diplomatie, Wirtschaft, Kultur und Wissenschaft. Im Länderschwerpunkt informiert Society über ein bestimmtes Land. 
Society wird von Gertrud Tauchhammer verlegt; Medieninhaber ist zu 100 % die Tauchhammer KG. Herausgegeben wird das Magazin von  Gertrud Tauchhammer in Kooperation mit der Österreichischen Gesellschaft für Außenpolitik und die Vereinten Nationen. Der Verlags- sowie Erscheinungsort ist Wien. Gedruckt wird Society von der Druckerei Berger im Format A4 (210 mm × 297 mm).